# トゥン・サカラン海洋公園
トゥン・サカラン海洋公園又はセンポルナ島嶼公園は、マレーシア東端のサバ州東岸の海洋公園。
4つの島(Bodgaya島、Boheydulang島、Sabangkat島、Salakan島)及び3つのキー( Maiga、Sibuan、Mantabuan)及び2つの離礁(ChurchとKapikan)から成る。
2004年にサバ公園の7番目の地域として、350 km²が指定された。
公園内には約2000人が暮らし、殆どが海のジプシーと呼ばれるサマ・バジャウ人である。
彼らは棚屋やボートハウスで暮らす。

## 歴史
1933年、Bodgaya島が森林保護区、Boheydulang島が鳥類保護区に指定された。
1977年、州立公園設置の提案が初めて成された。
1998年、海洋保全学会(MCS)とサバ公園、世界自然保護基金(WWF)マレーシア支部、Nature Linkが合同でセンポルナ諸島計画を行った。
欧州経済共同体(EEC)が国際環境予算を用いて資金援助を行った。
2004年、島々はサバ州立公園に統合された。